# Cira Baeck
Cira Baeck (* 31. Januar 1984) ist eine belgische Westernreiterin.

## Werdegang
Mit sieben Jahren begann sie zu reiten, mit 12 Jahren wechselte sie ins Westernlager und trainierte fortan mit Wim Buyst.
Mit 14 ging sie mit ihren Eltern nach Amerika, wo ihr Interesse an Reining-Pferden geweckt wurde. Sie gingen auf die Ranch von Kim and Bill Horn, die sie den Hengst Trashadeous reiten ließen.
Auf der Ranch traf sie zudem auf Little Gump, den ihr ihre Eltern schließlich kauften.
Bereits 2002 gehörte Cira Baeck zum belgischen CRIO-Team im italienischen Reggio nell’Emilia. 2003 gewann sie eine Goldmedaille bei den Quarter Horse-Europameisterschaften im Youth Reining und eine Silbermedaille im Open Senior Reining.
2007 war Cira Baeck Amateur-Weltmeisterin im Reining. Bei den Weltmeisterschaften 2010 in Lexington (Kentucky) gewann sie im Reining  auf Peek a Boom Team-Silber.
Cira Baeck erreichte 2018 den Status einer NRHA One Million Dollar Rider, was bedeutet, dass sie mit Preisgeldern bereits mehr als 1 Mio. $ bei NRHA-Turnieren verdient hat.

## Pferde (Auszug)
- Little Gump (* 1994) brauner American-Quarter-Horse-Hengst, Vater: Haidas Little Pep, Muttervater: Smart Little Lena, der ein Nachkomme der legendären AQHA Hall of Fame-Stute Poco Lena war
- Peek a Boom (* 2002), Palomino, Vater: Boomernic, Muttervater: Great Pine
- Don Quixote Escapes (* 2000), brauner American-Quarter-Horse-Hengst, Vater: Okie Paul Quixote, Muttervater: Great Pine
- Gump Whiz A Jac BB, Vater: Little Gump
- Whizashiningwalla BB, American Quarter Horse, Palomino-Wallach, Vater: Topsail Whiz, seit 2010 im Besitz und unter dem Sattel von Anky van Grunsven.[2]